# Zirconiumcarbid
Zirconiumcarbid ist eine anorganische chemische Verbindung aus der Gruppe der Carbide.

## Gewinnung und Darstellung
Zirconiumcarbid kann mit den gleichen Verfahren wie Titancarbid dargestellt werden. So kann es durch carbothermische Reduktion von Zirconiumdioxid
{\displaystyle \mathrm {ZrO_{2}+3\ C\longrightarrow ZrC+2\ CO} }
oder durch Synthese aus den Elementen bei mehr als 2000 °C gewonnen werden. Da Zirconiumcarbid sehr empfindlich gegen Stickstoff ist, muss bei der Hochsinterung mit sehr reinem Argon gearbeitet werden. Bei den Reaktionen ist zu beachten, dass sich Kohlenstoff in Zirconiumcarbid löst, wobei sich dessen Schmelzpunkt auf 3100 °C erniedrigt. Bei Abkühlung fällt der Kohlenstoff wieder aus.
{\displaystyle \mathrm {Zr+C\longrightarrow ZrC} }
Es kann auch aus Zirconium(IV)-chlorid dargestellt werden.
{\displaystyle \mathrm {ZrCl_{4}+\ CH_{4}\longrightarrow \ ZrC+4\ HCl} }
Ebenfalls möglich ist die Herstellung per Plasma-CVD.

## Eigenschaften
Zirconiumcarbid ist ein geruchloses graues Pulver, das praktisch unlöslich in Wasser ist. Es ist unlöslich in Salzsäure und Schwefelsäure, jedoch löslich in Salpetersäure. An Luft ist es bis 800 °C stabil. Zirconiumcarbid besitzt eine Kristallstruktur vom Natriumchlorid-Typ mit beträchtlicher Phasenbreite (ZrC0,99-ZrC0,55). Es besitzt eine Vickershärte von 25,5 GPa und ein Elastizitätsmodul von 350 bis 440 GPa. Mit Halogenen bildet es Tetrahalide bei Temperaturen über 250 °C. Wie auch Titancarbid bildet es mit Sauerstoff und Stickstoff feste Lösungen.

## Verwendung
Zirconiumcarbid wird im Gegensatz zu Titancarbid trotz seiner guten Eigenschaften nur für Beschichtungen von Brennstoffen von Kernspaltungs- und Fusionsreaktoren verwendet. Der Grund liegt möglicherweise im hohen Preis und der Schwierigkeiten es von Verunreinigungen zu befreien. Ein Vorteil des Zirkoniums ist, dass es mit  Neutronen fast überhaupt nicht interagiert – deshalb wird Zircalloy, also möglichst Hafnium-freies Zirconium legiert mit anderen geeigneten Elementen, üblicherweise als Hüllrohrmaterial für Brennelemente verwendet. Aufgrund der Präsenz von Kohlenstoff – einem relativ guten Neutronenmoderator – eignet sich Zirkoniumcarbid für einige Anwendungen aus nuklearer Sicht etwas besser als metallisches Zirkonium, für andere jedoch etwas schlechter.
Auch der Einsatz als mögliches Strukturmaterial für Dual-Fluid-Reaktoren wird erforscht.